# نیلز الدرج
نیلز الدرج (به انگلیسی: Niles Eldredge) (متولد اوت ۱۹۴۳)، دیرینه شناس آمریکایی است که به همراه استفان جی گولد، نظریه تعادل نقطه‌ای را ارائه کرد.
1. ↑  «Niles Eldredge - Biography». بایگانی‌شده از اصلی در ۱۷ ژوئیه ۲۰۱۲. دریافت‌شده در ۱۷ ژوئیه ۲۰۱۲.